# Third Day/Diskografie
Diese Diskografie ist eine Übersicht über die musikalischen Werke der US-amerikanischen christlichen Rockband Third Day. Den Schallplattenauszeichnungen zufolge hat sie bisher mehr als sieben Millionen Tonträger verkauft. Ihre erfolgreichsten Veröffentlichungen sind die Alben Wherever You Are und Offerings: A Worship Album mit je über einer Million verkauften Einheiten.

## Alben

### Studioalben
| Jahr | Titel                            | Höchstplatzierung, Gesamtwochen, AuszeichnungChartplatzierungen (Jahr, Titel, Platzierungen, Wochen, Auszeichnungen, Anmerkungen) | Höchstplatzierung, Gesamtwochen, AuszeichnungChartplatzierungen (Jahr, Titel, Platzierungen, Wochen, Auszeichnungen, Anmerkungen) | Anmerkungen                                                                             |
| Jahr | Titel                            | US | Christ | Anmerkungen                                                                             |
| ---- | -------------------------------- | --- | --- | --------------------------------------------------------------------------------------- |
| 1993 | Long Time Forgotten              | — | — | Erstveröffentlichung: 1993                                                              |
| 1994 | Contagious                       | — | — | Erstveröffentlichung: 1994                                                              |
| 1996 | Third Day                        | — | Christ11 (80 Wo.)Christ | Erstveröffentlichung: 18. Juni 1996                                                     |
| 1997 | Conspiracy No. 5                 | US50 (7 Wo.)US | Christ2 (24 Wo.)Christ | Erstveröffentlichung: 26. August 1997                                                   |
| 1999 | Time                             | US63 Gold · (9 Wo.)US | Christ1 (52 Wo.)Christ | Erstveröffentlichung: 24. August 1999 Verkäufe: + 500.000                               |
| 2000 | Offerings: A Worship Album       | US66 Platin · (34 Wo.)US | Christ2 (100 Wo.)Christ | Erstveröffentlichung: 11. Juli 2000 Verkäufe: + 1.000.000                               |
| 2001 | Come Together                    | US31 Gold · (33 Wo.)US | Christ3 (72 Wo.)Christ | Erstveröffentlichung: 6. November 2001 Verkäufe: + 500.000; Grammy (Rock-Gospel-Album)  |
| 2003 | Offerings II: All I Have to Give | US18 Gold · (31 Wo.)US | Christ2 (79 Wo.)Christ | Erstveröffentlichung: 4. März 2003 Verkäufe: + 500.000                                  |
| 2004 | Wire                             | US12 Gold · (17 Wo.)US | Christ1 (56 Wo.)Christ | Erstveröffentlichung: 4. Mai 2004 Verkäufe: + 500.000; Grammy (Rock-Gospel-Album)       |
| 2005 | Wherever You Are                 | US8 Platin · (36 Wo.)US | Christ1 (98 Wo.)Christ | Erstveröffentlichung: 1. November 2005 Verkäufe: + 1.000.000; Grammy (Pop-Gospel-Album) |
| 2008 | Revelation                       | US6 Gold · (73 Wo.)US | Christ1 (78 Wo.)Christ | Erstveröffentlichung: 29. Juli 2008 Verkäufe: + 500.000                                 |
| 2010 | Move                             | US9 Gold · (33 Wo.)US | Christ1 (78 Wo.)Christ | Erstveröffentlichung: 19. Oktober 2010 Verkäufe: + 500.000                              |
| 2012 | Miracle                          | US10 (42 Wo.)US | Christ1 (78 Wo.)Christ | Erstveröffentlichung: 6. November 2012                                                  |
| 2015 | Lead Us Back: Songs of Worship   | US20 (18 Wo.)US | Christ1 (82 Wo.)Christ | Erstveröffentlichung: 3. März 2015                                                      |
| 2017 | Revival                          | US89 (1 Wo.)US | Christ2 (9 Wo.)Christ | Erstveröffentlichung: 4. August 2017                                                    |

### Livealben
| Jahr | Titel                                              | Höchstplatzierung, Gesamtwochen, AuszeichnungChartplatzierungen (Jahr, Titel, Platzierungen, Wochen, Auszeichnungen, Anmerkungen) | Höchstplatzierung, Gesamtwochen, AuszeichnungChartplatzierungen (Jahr, Titel, Platzierungen, Wochen, Auszeichnungen, Anmerkungen) | Anmerkungen                                                    |
| Jahr | Titel                                              | US | Christ | Anmerkungen                                                    |
| ---- | -------------------------------------------------- | --- | --- | -------------------------------------------------------------- |
| 2004 | Live Wire                                          | — | Christ22 (5 Wo.)Christ | Erstveröffentlichung: 23. November 2004                        |
| 2009 | Live Revelations: On Stage – Off Stage – Backstage | US145 (2 Wo.)US | Christ12 (19 Wo.)Christ | Erstveröffentlichung: 7. April 2009 Grammy (Rock-Gospel-Album) |

Weitere Livealben
- 2019: Live from the Farewell Tour

### Kompilationen
| Jahr | Titel                             | Höchstplatzierung, Gesamtwochen, AuszeichnungChartplatzierungen (Jahr, Titel, Platzierungen, Wochen, Auszeichnungen, Anmerkungen) | Höchstplatzierung, Gesamtwochen, AuszeichnungChartplatzierungen (Jahr, Titel, Platzierungen, Wochen, Auszeichnungen, Anmerkungen) | Anmerkungen                          |
| Jahr | Titel                             | US | Christ | Anmerkungen                          |
| ---- | --------------------------------- | --- | --- | ------------------------------------ |
| 2007 | Chronology, Volume One: 1996–2000 | US61 (10 Wo.)US | Christ2 (36 Wo.)Christ | Erstveröffentlichung: 27. März 2007  |
| 2007 | Chronology, Volume Two: 2001–2006 | US73 (6 Wo.)US | Christ3 (53 Wo.)Christ | Erstveröffentlichung: 7. August 2007 |

### EPs
- 1999: Southern Tracks
- 2002: Carry Me Home
- 2005: Wherever You Are Bonus CD

### Weihnachtsalben
| Jahr | Titel               | Höchstplatzierung, Gesamtwochen, AuszeichnungChartplatzierungen (Jahr, Titel, Platzierungen, Wochen, Auszeichnungen, Anmerkungen) | Höchstplatzierung, Gesamtwochen, AuszeichnungChartplatzierungen (Jahr, Titel, Platzierungen, Wochen, Auszeichnungen, Anmerkungen) | Anmerkungen                                                |
| Jahr | Titel               | US | Christ | Anmerkungen                                                |
| ---- | ------------------- | --- | --- | ---------------------------------------------------------- |
| 2006 | Christmas Offerings | US78 Gold · (11 Wo.)US | Christ3 (24 Wo.)Christ | Erstveröffentlichung: 17. Oktober 2006 Verkäufe: + 500.000 |

## Singles
| Jahr | Titel Album                                            | Höchstplatzierung, Gesamtwochen, AuszeichnungChartsChartplatzierungen (Jahr, Titel, Album, Platzierungen, Wochen, Auszeichnungen, Anmerkungen) | Anmerkungen                                    |
| Jahr | Titel Album                                            | Christ | Anmerkungen                                    |
| --- | ------------------------------------------------------ | --- | ---------------------------------------------- |
| 2002 | Nothing Compares Come Together                         | Christ30 (5 Wo.)Christ |                                                |
| 2003 | You Are So Good to Me Offerings II: All I Have to Give | Christ1 (26 Wo.)Christ |                                                |
| 2004 | Sing a Song Offerings II: All I Have to Give           | Christ1 (28 Wo.)Christ |                                                |
| 2004 | I Believe Wire                                         | Christ3 (29 Wo.)Christ |                                                |
| 2004 | Come on Back to Me Wire                                | Christ21 (26 Wo.)Christ |                                                |
| 2004 | You Are Mine Wire                                      | Christ14 (26 Wo.)Christ |                                                |
| 2005 | Cry Out to Jesus Wherever You Are                      | Christ1 Gold · (38 Wo.)Christ | Verkäufe: + 500.000                            |
| 2005 | I See Love –                                           | Christ21 (26 Wo.)Christ | mit Steven Curtis Chapman & MercyMe            |
| 2006 | Mountain of God Wherever You Are                       | Christ1 (30 Wo.)Christ |                                                |
| 2006 | Tunnel Wherever You Are                                | Christ7 (21 Wo.)Christ |                                                |
| 2006 | Born in Bethlehem Christmas Offerings                  | Christ2 (3 Wo.)Christ |                                                |
| 2008 | Call My Name Revelation                                | Christ1 (29 Wo.)Christ |                                                |
| 2008 | Revelation                                             | Christ3 (33 Wo.)Christ |                                                |
| 2009 | Born Again Revelation                                  | Christ3 (27 Wo.)Christ | feat. Lacey Mosley                             |
| 2010 | Lift Up Your Face Move                                 | Christ12 (20 Wo.)Christ | feat. The Blind Boys of Alabama                |
| 2011 | Children of God Move                                   | Christ4 (28 Wo.)Christ |                                                |
| 2011 | Make Your Move Move                                    | Christ43 (10 Wo.)Christ |                                                |
| 2011 | Trust in Jesus Move                                    | Christ10 (25 Wo.)Christ |                                                |
| 2012 | I Need a Miracle Miracle                               | Christ1 (29 Wo.)Christ |                                                |
| 2013 | Your Love Is Like a River Miracle                      | Christ14 (20 Wo.)Christ |                                                |
| 2014 | Kicking and Screaming Miracle                          | Christ48 (3 Wo.)Christ |                                                |
| 2015 | Soul on Fire Lead Us Back: Songs of Worship            | Christ2 Gold · (40 Wo.)Christ | feat. All Sons & Daughters Verkäufe: + 500.000 |
| 2015 | Your Words Lead Us Back: Songs of Worship              | Christ18 (27 Wo.)Christ | feat. Harvest                                  |
| 2017 | Revival                                                | Christ27 (20 Wo.)Christ |                                                |
| Folgende Lieder erschienen nicht als Single, wurden aber durch das Album zum Download und Streaming bereitgestellt und konnten somit eine Platzierung erlangen: |                                                        | |                                                |
| |                                                        | |                                                |
| 2007 | O Come All Ye Faithful Christmas Offerings             | Christ12 (1 Wo.)Christ |                                                |
| 2007 | Angels We Have Heard on High Christmas Offerings       | Christ30 (1 Wo.)Christ |                                                |
| 2009 | Run to You Revelation                                  | Christ30 (1 Wo.)Christ |                                                |

Weitere Singles
- 1996: Forever
- 1996: Blackbird
- 1996: Nothing at All
- 1997: Consuming Fire
- 1997: Love Song
- 1997: Alien
- 1998: Who I Am
- 1998: My Hope Is You
- 1998: Have Mercy
- 1998: Agnus Dei
- 1999: I’ve Always Loved You
- 1999: Sky Falls Down
- 2000: Your Love Oh Lord (Psalm 36)
- 2000: King of Glory
- 2001: Come Together
- 2002: Show Me Your Glory
- 2004: God of Wonders
- 2006: I Can Feel It
- 2016: Victorious
- 2018: Let There Be Light

## Videoalben
- 2002: The Offerings Experience
- 2003: The Come Together Tour
- 2004: Live Wire (US: Platin)
- 2007: Chronology, Volume One: 1996–2000 (US: ×2Doppelplatin )
- 2007: Chronology, Volume Two: 2001–2006 (US: ×2Doppelplatin )
- 2008: Christmas Offerings Live
- 2009: Live Revelations: On Stage – Off Stage – Backstage (US: Gold)

## Statistik

### Chartauswertung
|                     | US     | Christ         |
| ------------------- | ------ | -------------- |
| Nummer-eins-Alben   | US—US  | Christ7Christ  |
| Top-10-Alben        | US1US  | Christ15Christ |
| Alben in den Charts | US16US | Christ18Christ |

|                       | Christ         |
| --------------------- | -------------- |
| Nummer-eins-Singles   | Christ6Christ  |
| Top-10-Singles        | Christ14Christ |
| Singles in den Charts | Christ27Christ |

### Auszeichnungen für Musikverkäufe
Anmerkung: Auszeichnungen in Ländern aus den Charttabellen bzw. Chartboxen sind in ebendiesen zu finden.
| Land/RegionAuszeichnungen für Musikverkäufe (Land/Region, Auszeichnungen, Verkäufe, Quellen) | Gold       | Platin     | Verkäufe  | Quellen  |
| -------------------------------------------------------------------------------------------- | ---------- | ---------- | --------- | -------- |
| Vereinigte Staaten (RIAA)                                                                    | 10× Gold10 | 7× Platin7 | 7.050.000 | riaa.com |
| Insgesamt                                                                                    | 10× Gold10 | 7× Platin7 |           |          |